# ووردینگتن (اوهایو)
ووردینگتن(به انگلیسی: Worthington) شهری در ایالت اوهایو کشور ایالات متحده آمریکا است که جمعیت آن در سرشماری سال ۲۰۱۰ میلادی، ۱۳٬۵۷۵ نفر بوده‌است.